# Paroaria nigrogenis
Paroaria nigrogenis е вид птица от семейство Тангарови (Thraupidae).

## Разпространение
Видът е разпространен във Венецуела, Колумбия и Тринидад и Тобаго.